# Trichura fumida
Trichura fumida är en fjärilsart som beskrevs av William James Kaye 1914. Trichura fumida ingår i släktet Trichura och familjen björnspinnare. Inga underarter finns listade i Catalogue of Life.